# حشيشة الكبد المنثنية
الكبدية المنثنية (الاسم العلمي:Marchantia inflexa) هو نوع من النباتات من جنس الكبدية والفصيلة المرشانتية.